# Chris Nilsen
Chris Nilsen   (Kansas City (Missouri), Estats Units, 13 de gener de 1998) és un atleta estatunidenc especialitzat en la prova de salt de perxa. Ha participat en 1 Olimpíada, guanyant la medalla de plata en els Jocs Olímpics de Tòquio 2020. A més, ha guanyat 2 medalles en els Campionats del Món i 1 medalla d'or en els Jocs Panamericans. Actualment ostenta el rècord continental de salt de perxa en pista coberta, amb una alçada de 6,05m aconseguida el 5 de març de 2022 a Rouen.
Nilsen està casat i té un fill.

## Marques personals
| Disciplina                     | Marca    | Seu            | Data              |
| ------------------------------ | -------- | -------------- | ----------------- |
| Salt de perxa                  | 6.00m    | Dakota del Sud | 6 de maig de 2022 |
| Salt de perxa en pista coberta | 6.05m AR | Rouen          | 5 de març de 2022 |

## Trajectòria professional
| Jocs Olímpics     | Jocs Olímpics | Jocs Olímpics | Jocs Olímpics |
| Any               | Seu           | Posició       | Prova         |
| ----------------- | ------------- | ------------- | ------------- |
| 2020              | Tòquio        | 2             | Salt de perxa |
| Campionat del Món |               |               |               |
| 2017              | Londres       | 13a posició   | Salt de perxa |
| 2022              | Eugene        | 2             | Salt de perxa |
| 2023              | Budapest      | 3             | Salt de perxa |
| Jocs Panamericans |               |               |               |
| 2019              | Lima          | 1             | Salt de perxa |